# ماورو دي فرانسيسكو
ماورو دي فرانسيسكو (بالإيطالية: Mauro Di Francesco)‏ هو ممثل إيطالي، ولد في 17 مايو 1951 في إيطاليا.

## وصلات خارجية
- ماورو دي فرانسيسكو على موقع IMDb (الإنجليزية)
- ماورو دي فرانسيسكو على موقع أول موفي (الإنجليزية)
- ماورو دي فرانسيسكو على موقع قاعدة بيانات الفيلم (الإنجليزية)